# The Restless Sex
The Restless Sex er en amerikansk stumfilm fra 1920 af Robert Z. Leonard og Leon D’Usseau.

## Medvirkende
- Marion Davies som Steve
- Ralph Kellard som Jim Cleland
- Carlyle Blackwell som Oswald Grismer
- Charles Lane som John Cleland
- Corinne Barker som Helen Davis
- Stephen Carr
- Vivienne Osborne som Marie Cliff
- Etna Ross
- Robert Vivian som Chilsmer Grismer